# Європейська ліга футболу
Європейська ліга футболу (ЄЛФ) (англ. European League of Football (ELF)) — професійна ліга Американський футбол. Ліга (станом на сезон 2022 року) складається з 12 команд, розташованих у Німеччині, Польщі, Іспанії, Австрії та Туреччині, з планами розширення принаймні до 20 команд у наступні роки. Нова ліга була офіційно створена в листопаді 2020 року і стартувала 19 червня 2021 року.